# Primera guerra judeo-romana
La primera guerra judeo-romana, también llamada la gran revuelta judía (en latín Bellum Iudaicum; en hebreo המרד הגדול, ha-Mered Ha-Gadol), fue la primera de las tres principales rebeliones de los judíos de la provincia de Judea contra el Imperio romano (guerras judeo-romanas), y tuvo lugar entre los años 66 y 73 —la segunda fue la guerra de Kitos (115-117) y la tercera la rebelión de Bar Kojba (132-135)—. Comenzó en el año 66, a causa de las tensiones religiosas entre griegos y judíos. Terminó cuando las legiones romanas, comandadas por Tito, en el año 70 asediaron y destruyeron Jerusalén, donde saquearon e incendiaron el Templo de Jerusalén, demolieron las principales fortalezas judías, especialmente Masada, en el año 73, y esclavizaron o masacraron a gran parte de la población judía.

## Contexto
En el año 6, Judea, que hasta entonces había sido un Estado cliente de Roma con su propio gobernante, fue incorporada como provincia al Imperio romano. Pasó a ser regida por un procurador, responsable del mantenimiento de la paz y de la recaudación de los impuestos. En este último aspecto, eran comunes los abusos, lo cual causaba profundas molestias a la población judía, que debía soportar una doble carga impositiva, ya que también era obligatorio ofrecer tributo al Templo de Jerusalén. Por otro lado, la presencia de la autoridad romana fue también fuente de tensiones religiosas: desde el comienzo de la administración, los romanos se arrogaron el derecho a nombrar al sumo sacerdote. Otro conflicto de tipo religioso, que estuvo a punto de desembocar en una revuelta, se produjo cuando el emperador Calígula tomó la decisión de ubicar una estatua suya en el interior del templo. El asesinato de Calígula en el año 41 impidió que su propósito se llevase finalmente a cabo.  
Desde la muerte del rey Herodes el Grande, antes incluso de que la dominación romana empezara a ejercerse de forma directa, había surgido entre los judíos un movimiento revolucionario de orientación teocrática, cuya finalidad era la expulsión de la presencia romana en Judea: los zelotes. Generalmente se considera como el iniciador de este movimiento a Judas el Galileo. Este grupo permanecería activo durante seis décadas y sería uno de los principales motores de la revuelta en el año 66. El movimiento fue radicalizándose a medida que los sucesivos incidentes iban acentuando el antagonismo entre judíos y romanos.

## La revuelta

### El comienzo
La revuelta se inició en el año 66 en Cesarea, cuando, tras ganar una disputa legal frente a los judíos, los griegos perpetraron un pogromo contra el barrio en el que la guarnición romana no intervino. La ira de los judíos se acrecentó cuando se supo que el procurador Gesio Floro había robado dinero del tesoro del templo. Así, en un acto desafiante, el hijo del sumo sacerdote, Eleazar ben Ananías, cesó las oraciones y los sacrificios en el templo en honor al emperador romano y mandó atacar a la guarnición romana que estaba en Jerusalén. El tetrarca de Galilea y gobernador de Judea, Herodes Agripa II, y su hermana Berenice huyeron mientras Cayo Cestio Galo, legado romano en Siria, reunía una importante fuerza en Acre para marchar a Jerusalén y sofocar la rebelión. Las milicias de Judea luego atacaron a los ciudadanos romanos de Judea y a los funcionarios prorromanos, limpiando el país de cualquier símbolo romano. Entre otros hechos, la facción rebelde de los sicarios, liderados por Menahem ben Judá, sorprendió a la guarnición romana de Masada y se apoderó de la fortaleza.
Inicialmente, el estallido de violencia había sido un conflicto entre facciones internas judías, entre los que estaban a favor de la rebelión y los que no. Se produjo una gran pérdida de vidas, incluida la del ex sumo sacerdote Ananías y su hermano Ezequías. La guarnición romana de Jerusalén quedó sitiada y no pudo ayudar a los que se oponían a la rebelión. Finalmente, liderada por su comandante Metilio, la guarnición se rindió a cambio de un paso sin obstáculos de la ciudad, pero, liderada por Eleazar, los rebeldes judíos masacraron a todos los soldados rendidos, excepto a Metilio, quien se vio obligado a convertirse al judaísmo.
Según los padres de la iglesia del siglo IV, Eusebio de Cesarea y Epifanio de Salamina, los cristianos judíos de Jerusalén huyeron a Pela antes del comienzo de la guerra.

### El asedio y la caída de Jerusalén

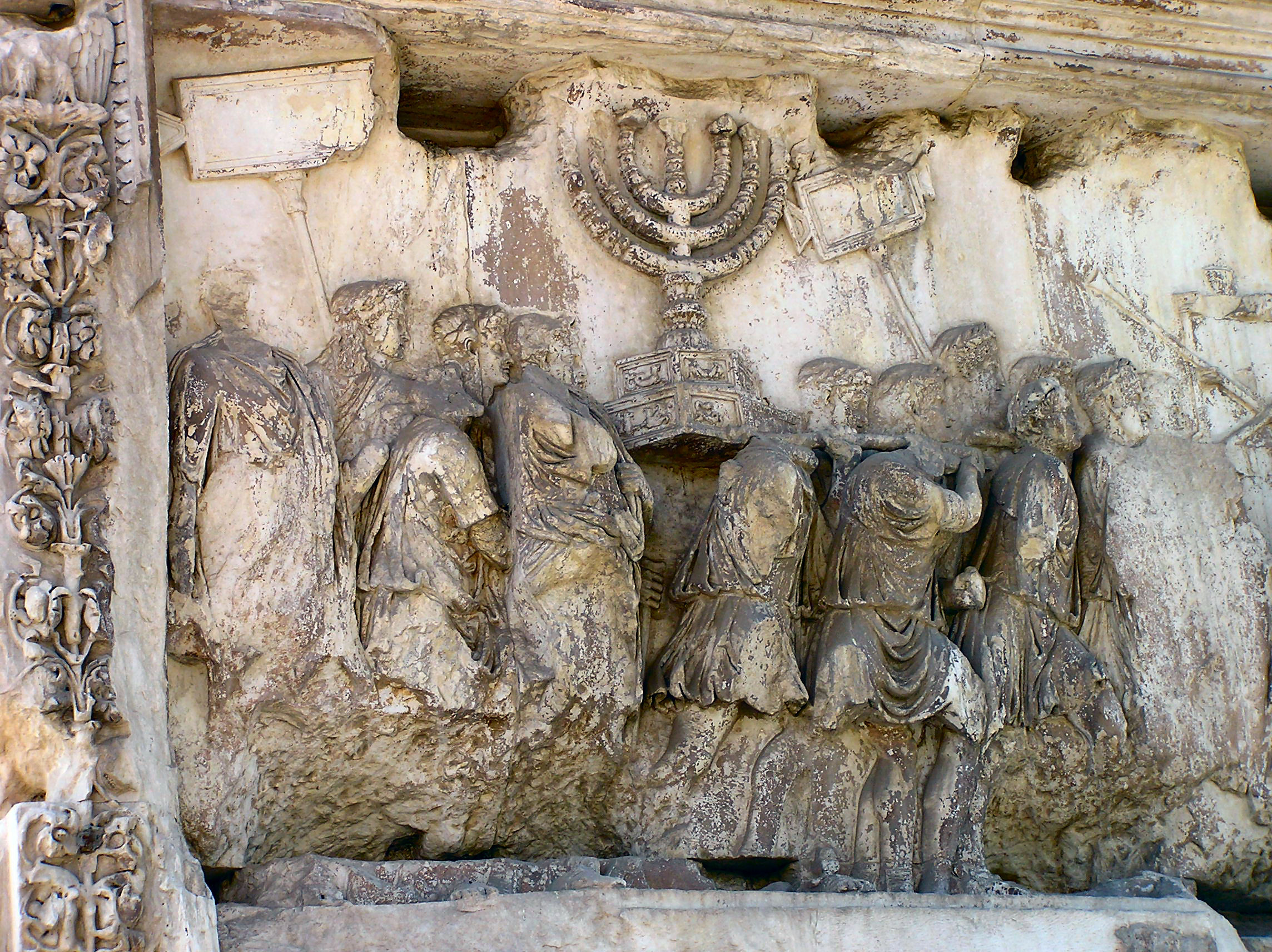
Detalle del Arco de Tito que muestra los tesoros saqueados del Templo de Jerusalén: El candelabro de los siete brazos, la mano de los panes de proposición, los rollos de la ley y el velo del sancta sanctorum.

Los judíos lograron repeler las fuerzas de Cestio Galo en Bet Horón y le obligaron a retirarse, matando seis mil legionarios de la Legio XII Fulminata en la emboscada. Seguidamente, el emperador Nerón encargó la campaña al general Vespasiano, de los más experimentados de Roma, que concentró cuatro legiones, la V Macedonica, la X Fretensis, la XII Fulminata y la XV Apollinaris; sesenta mil hombres aproximadamente  en Judea y logró en el año 68 aplastar la resistencia judía en el norte. Así, el líder zelote del norte, Juan de Giscala, y el sicario Simón bar Giora consiguieron escapar a Jerusalén. En el año 69 Vespasiano fue nombrado emperador de Roma, dejando a su hijo Tito, de veintinueve años, al cargo del asedio y la toma de Jerusalén, capital de la provincia de Judea.
El asedio de Jerusalén fue más duro de lo que Tito esperaba. Al no poder romper la defensa de la ciudad en un solo asalto, el ejército romano se vio obligado a sitiarla, estableciendo un campamento en las afueras. Los romanos levantaron terraplenes de asedio y una muralla o empalizada continua que rodeaba toda la ciudad, a fin de impedir la huida tanto de día como de noche. La cercada Jerusalén carecía de agua y alimentos suficientes para todos los sitiados, tomando en cuenta que estaba abarrotada con muchos centenares de peregrinos que habían llegado en meses pasados para celebrar la Pascua judía, pero ahora los romanos les impedían por la fuerza salir de la ciudad, con el fin que estos peregrinos causaran mayor presión sobre la menguada existencia de provisiones.
Dentro de Jerusalén había disputas y luchas entre las facciones rivales y gran parte de los suministros de alimentos fueron destruidos, hasta el punto de que la gente moría por millares de enfermedad y de hambre. Pero los revolucionarios judíos no estaban dispuestos a rendirse y arrojaban por encima de las murallas a aquellos pacifistas que les parecían sospechosos. También se mataba como traidores a todos aquellos que se aprehendía intentando huir de la ciudad. Los defensores de la ciudad contaban con cerca de veinticinco mil combatientes divididos en zelotes, al mando de Eleazar ben Simón, que ocupaban la fortaleza Antonia y el templo, sicarios, al mando de Simón bar Giora, que dominaban la ciudad alta, idumeos y otros, a las órdenes de Juan de Giscala.

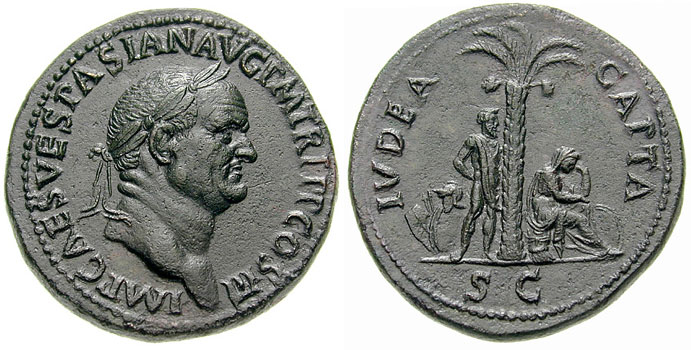
Sestercio de Vespasiano con la leyenda IVDEA CAPTA (Judea conquistada) en el reverso.

Tito también recurrió a la guerra psicológica. Antes de atacar las murallas de Jerusalén, ofreció a los sitiados un espectáculo: el ejército romano en su totalidad se desplegó a la vista de los asediados, para impresionarlos con su enorme poderío. Apeló asimismo a los servicios del exprisionero judío Flavio Josefo exhortándole a que arengara a sus compatriotas a que se rindieran. Así lo hizo Josefo: «Que se salven ellos y el pueblo, que salven a su patria y al templo» (Guerra de los judíos V, 362); «Dios, que hace pasar el imperio de una nación a otra, está ahora con Italia» (ib. V, 367); «Nuestro pueblo no ha recibido nunca el don de las armas, y para él hacer la guerra acarreará forzosamente ser vencido en ella» (ib. V, 399); «¿Creéis que Dios permanece aún entre los suyos convertidos en perversos?» (ib. V, 413). Lo que Josefo quería demostrarles a los zelotes sublevados es que Dios ya no estaba con ellos y por tanto su lucha no sería exitosa. Pero Josefo no logró convencer a sus compatriotas sitiados, sino que por el contrario suscitó una reacción de rechazo. La situación de la asediada ciudad se tornaba cada vez más crítica, tanto que el propio Josefo relata que el hambre llegó a ser tan grave, que la gente llegó hasta el punto de comer manojos de heno, cuero y hasta a sus propios hijos.
En el verano del año 70 los romanos, tras conseguir romper las murallas de Jerusalén, entraron y saquearon la ciudad. Atacaron en primer lugar la Fortaleza Antonia y seguidamente ocuparon el templo, que fue incendiado y destruido el día 9 del mes judío de Av del mismo año; al mes siguiente cayó la ciudadela de Herodes.

### El asedio y la caída de Masada

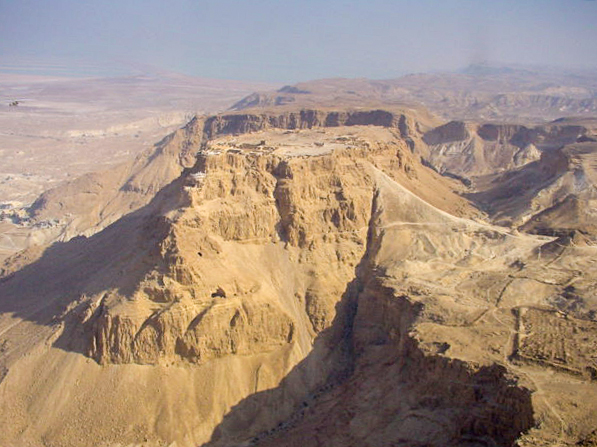
Vista general de Masada

Tras la conquista de Jerusalén, en la primavera del año 71 Tito partió hacia Roma, encargado la tarea de terminar las operaciones militares en Judea a la Legio X Fretensis bajo las órdenes del nuevo gobernador de Judea, Lucilio Baso. Debido a una enfermedad, Baso no pudo completar esta misión, por lo que fue sustituido por Lucio Flavio Silva. 
Silva marchó hacia la última fortaleza judía que quedaba en pie, Masada, en el otoño del año 72. De acuerdo con Josefo, cuando los romanos finalmente lograron entrar en Masada en el año 73, descubrieron que novecientos cincuenta y tres defensores, bajo el liderazgo del sicario Eleazar ben Yair, habían preferido suicidarse en masa antes que rendirse.

## Consecuencias

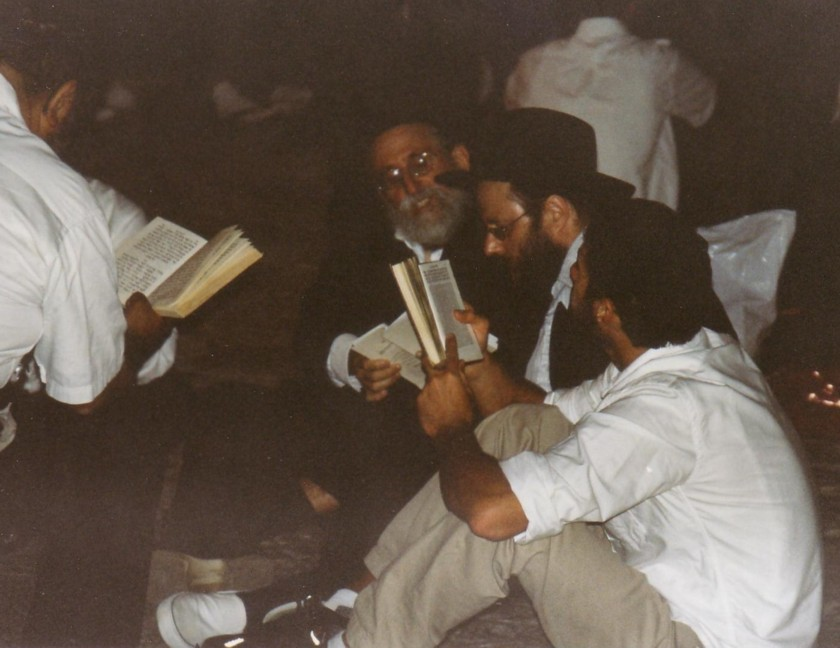
Judíos ortodoxos en el suelo (señal de duelo) rezando en Tisha b'Av

Tras la revuelta, toda Judea se convirtió en una provincia en ruinas, con una Jerusalén reducida a escombros y el Templo destruido. Según el autor judeorromano Flavio Josefo, aproximadamente 1 100 000 judíos murieron y 97 000 fueron capturados y esclavizados; los cálculos actuales estiman el número de muertos entre 600 000 y 1 300 000 judíos.
Desde el punto de vista histórico, la derrota de los judíos fue una de las causas de la Diáspora —numerosos judíos se dispersaron tras perder su Estado y algunos de ellos fueron vendidos como esclavos en diferentes lugares del Imperio romano—, y una de las mayores catástrofes de la historia judía, que acabó con la historia del Estado judío en la antigüedad.
Por otro lado, desde el punto de vista religioso, la destrucción del Templo de Jerusalén supuso la pérdida espiritual más importante de los judíos, que todavía hoy recuerdan en el día de duelo de Tisha b'Av.

### Obras modernas
- Johnson, Paul (2006). La historia de los judíos. Madrid: Zeta Bolsillo.
- Sánchez Sanz, Arturo (2013). Judea Capta. La primera guerra judeo-romana (66-73 d. C.). Zaragoza: HRM Ediciones. ISBN 978-84-941099-6-6
- Suárez, Luis (2005). Los judíos. Barcelona: Ariel.